# NGC 2433
NGC 2433 — тройная звезда в созвездии Малый Пёс.
Этот объект входит в число перечисленных в оригинальной редакции «Нового общего каталога».
Объект расположен точно на координатах, указанных Джоном Гершелем, но Джон Дрейер в примечаниях к NGC задался вопросом о том, соответствует ли прямое восхождение звезды определённому Гершелем и Д'Арре, так как проверка координат последнего приводит к двойной звезде. Но астроном Гарольд Корвин принимает тройную звезду как правильный объект NGC 2433.